# Hypericum ericaefolium
Hypericum ericaefolium är en johannesörtsväxtart som beskrevs av Julian Alfred Steyermark. Hypericum ericaefolium ingår i släktet johannesörter, och familjen johannesörtsväxter. Inga underarter finns listade i Catalogue of Life.